# Diocesi di Allegheny

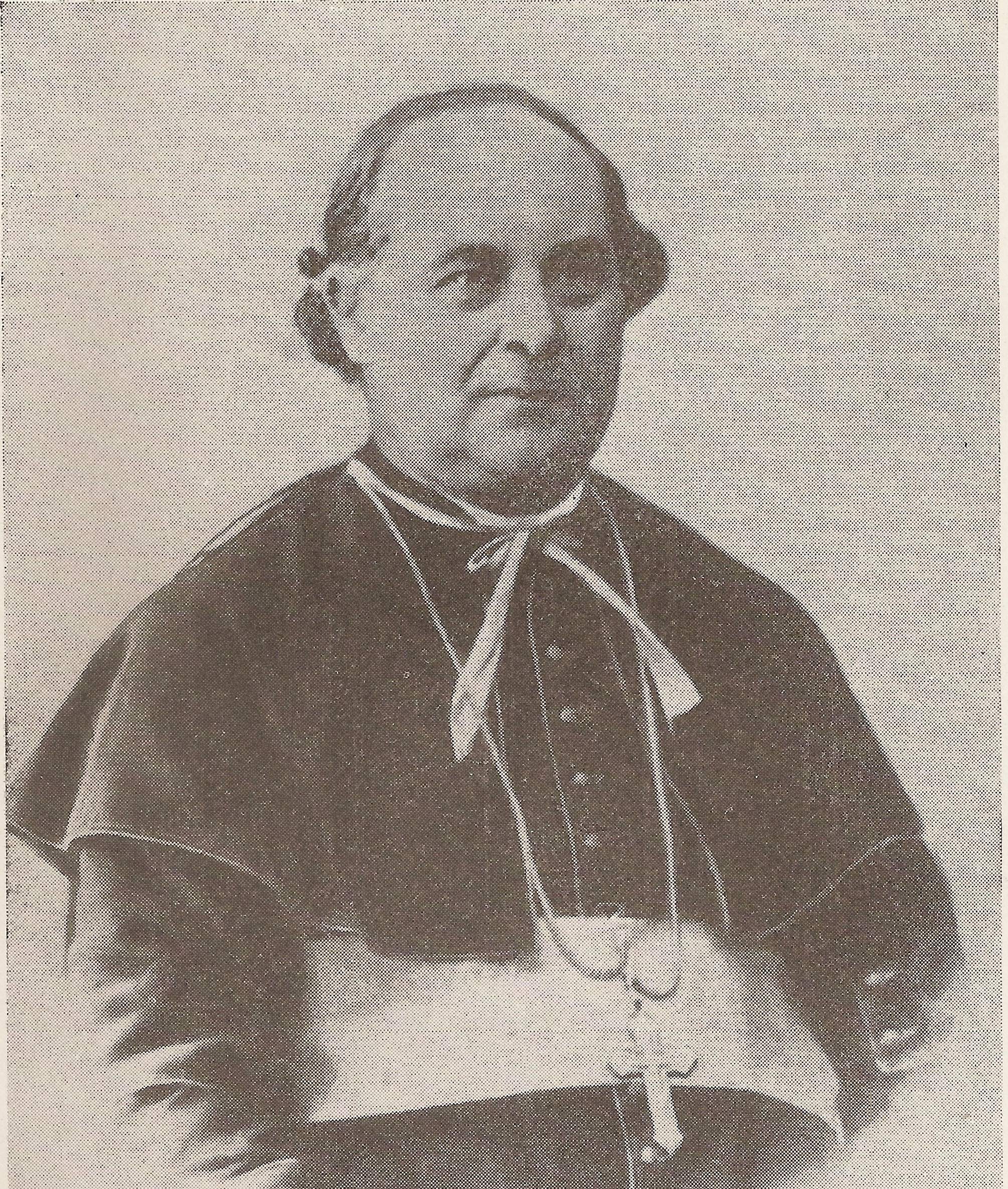
Michael Domenec, primo e unico vescovo della diocesi di Allegheny.

La diocesi di Allegheny (in latino Dioecesis Alleghenensis) è una sede soppressa e sede titolare della Chiesa cattolica.

## Territorio
La diocesi si estendeva nella Pennsylvania centro-occidentale e comprendeva le contee di Huntingdon, Blair, Bedford, Cambria, Indiana, Westmoreland, Butler, Armstrong, e parte di quella di Allegheny.
Sede vescovile era la città di Allegheny, dove fungeva da cattedrale la chiesa di San Pietro, che oggi si trova nella parte settentrionale di Pittsburgh.

## Storia
La diocesi di Allegheny fu eretta l'11 gennaio 1876 con il breve Quod venerabiles di papa Pio IX, ricavandone il territorio dalla diocesi di Pittsburgh.
Primo ed unico vescovo di Allegheny fu il missionario lazzarista Michael Domenec, originario della Spagna. Nel 1877 la sede fu data in amministrazione a John Tuigg, vescovo di Pittsburgh.
La diocesi fu soppressa il 1º luglio 1889 in forza del breve Ex divisione Pittsburgensis di papa Leone XIII ed il suo territorio fu reintegrato in quello della diocesi di Pittsburgh.
Dal 1971 Allegheny è annoverata tra le sedi vescovili titolari della Chiesa cattolica; dal 21 maggio 2004 il vescovo titolare è John Walter Flesey, già vescovo ausiliare di Newark.

## Cronotassi

### Vescovi residenziali
- Michael Domenec, C.M. † (11 gennaio 1876 - 22 luglio 1877 dimesso)
  - John Tuigg † (1877 - 1º luglio 1889) (amministratore apostolico)

### Vescovi titolari
- George Leo Leech † (19 ottobre 1971 - 12 marzo 1985 deceduto)
- Edward Michael Egan † (1º aprile 1985 - 5 novembre 1988 nominato vescovo di Bridgeport)
- Patrick Joseph McGrath † (6 dicembre 1988 - 30 giugno 1998 nominato vescovo coadiutore di San Jose in California)
- Robert Joseph McManus (1º dicembre 1998 - 9 marzo 2004 nominato vescovo di Worcester)
- John Walter Flesey, dal 21 maggio 2004